# Nieuwe Zijderoute

Landen die het samenwerkingsakkoord van het “Belt and Road Initiative” hebben ondertekend (blauw). In het geel landen die alleen op de top aanwezig zijn.

De term Nieuwe Zijderoute verwijst naar een ontwikkelingsstrategie van de Chinese overheid, gericht op verbinding en samenwerking tussen landen in Afrika-Eurazië. De formele Engelse benaming van het initiatief was aanvankelijk One Belt, One Road (soms afgekort als “OBOR”, vereenvoudigd Chinees: 一带一路; traditioneel Chinees: 一帶一路; pinyin: Yīdài yīlù; Nederlands: Eén Gordel, Eén Weg), maar medio 2016 werd dit gewijzigd naar Belt and Road Initiative (Gordel- en Weginitiatief). Met deze naamswijziging werd benadrukt dat het initiatief zich niet beperkt tot een enkele transportroute maar een complex plan in verschillende landen. De naam van de Nieuwe Zijderoute is afgeleid van de historische Zijderoute; een netwerk van karavaanroutes dat vanaf de oudheid tot in de late middeleeuwen in gebruik was. Deze route was op zijn hoogtijd een van de belangrijkste handelsroutes wereldwijd en heeft enorme politieke, economische en culturele invloed gehad.
De Nieuwe Zijderoute bestaat enerzijds uit een netwerk voor wegvervoer en spoorvervoer, en anderzijds uit de zogenoemde Maritieme Zijderoute voor scheepvaart. De route beperkt zich niet alleen tot de ontwikkeling van verkeersinfrastructuur, maar werkt ook aan grootschalige ontwikkeling van elektriciteitscentrales.
Deze ontwikkeling sluit aan op China's strategie om zijn hegemonie te versterken, een handelsnetwerk te scheppen waarbij het de centrale positie inneemt en is een uitoefening van de soft power van het land. Zo poogt China het Belt and Road Initiative via multilaterale, economische en culturele diplomatie te verwezenlijken. China tracht daarbij met zachte leningen en zogenoemde win-win-coöperatie de samenwerking met handelspartners te intensiveren tot meer dan alleen een economisch partnerschap. China hoopt bijvoorbeeld met het initiatief een culturele uitwisseling tussen de participerende landen te bereiken. De realisatie van de Nieuwe Zijderoute leidt dan ook mogelijk tot geopolitieke verschuivingen, waardoor China zijn invloedssfeer uitbreidt.
De Nieuwe Zijderoute werd in september en oktober 2013 bekendgemaakt door president Xi Jinping. De Maritieme Zijderoute werd een maand later bekendgemaakt bij een staatsbezoek van Xi Jinping aan Indonesië. In 2017 volgde de uiting van interesse in een potentiële nieuwe handelsroute die China met Europa verbindt via de Noordelijke IJszee. Volgens verscheidene schattingen is de Nieuwe Zijderoute een van de grootste infrastructurele projecten in de geschiedenis. Er zijn 68 landen betrokken bij het project, die in 2017 samen ongeveer 65% van de wereldbevolking en 40% van het mondiale bruto binnenlands product omvatten.

## Aanleiding en doeleinden
China werd naar eigen zeggen in 2012 geconfronteerd met drie grote problemen:
- Het afvlakken van zijn economische groei.
- De indicatie van stagnatie van de globalisatie en de afname van economische groei wereldwijd. Dit had deels te maken met de kredietcrisis van 2008 en de Europese eurocrisis.
- De rebalancing-strategie van Amerika onder het bewind van president Obama.

De Nieuwe Zijderoute biedt China oplossingen voor deze problemen. De doeleinden van de Nieuwe Zijderoute zijn de infrastructurele verbindingen binnen Afrika-Eurazië te verbeteren, duurzame samenwerkingen te creëren en de algemene ontwikkeling van deelnemende landen te bevorderen. Door de infrastructurele verbindingen binnen Afrika-Eurazië te verbeteren zullen nieuwe kansen ontstaan voor handel. Hiervoor is nodig dat ten eerste nieuwe wegen, spoorwegen en havens worden gebouwd en dat ten tweede handelsbarrières worden opgeheven. De Nieuwe Zijderoute is een mogelijkheid voor China, dat als een van de grootse industriële landen wereldwijd wordt gezien, om zijn afzetmarkt uit te breiden. China's buren hebben net zoals het land de afgelopen 30 jaar grote economische vooruitgang geboekt met als gevolg de opkomst van een nieuwe klasse die zich de goederen afkomstig uit China kan permitteren. Uit cijfers blijkt dat de hoeveelheid handel tussen deze twee groepen ook aan het toenemen is.
Behalve de economische kansen die de aanleg van de Nieuwe Zijderoute biedt, zal ook door de ontwikkeling van duurzame samenwerking terrorisme, drugshandel en grensoverschrijdende georganiseerde misdaad beter te bestrijden zijn wat voor stabiliteit in de regio zal zorgen.

## Financiering
De China Development Bank financiert het overgrote deel van de Nieuwe Zijderoute. Er wordt verwacht dat deze bank per jaar meer dan 40 miljard euro zal investeren. Verdere financiers zijn het Silk Road Fund, de Asian Infrastructure Investment Bank, lokale en regionale banken, overheden en particuliere investeerders.
De Asian Infrastructure Investment Bank is opgericht in 2016 en heeft inmiddels meer dan 102 leden. De doelstellingen van de bank zijn het investeren in duurzame infrastructuur in Azië om zo mensen, markten en diensten samen te brengen en een betere toekomst te bouwen. De oprichting van deze bank vond plaats redelijk tegelijkertijd met de aankondiging van de Nieuwe Zijderoute, en hoewel ze overlap op veel gebieden vertonen moeten ze niet verward worden.

## Infrastructurele netwerken

China in het rood, de lidstaten van de Aziatische Infrastructuurinvesteringsbank in het oranje, de zes landcorridors in het zwart, de scheepvaartroute in het blauw

Het initiatief is vooral gericht op Azië en Europa, hoewel ook Oceanië en Oost-Afrika in het invloedsgebied gesitueerd zijn. De verwachte totale investering bedraagt tussen de 4 biljoen en 8 biljoen Amerikaanse dollar. De Nieuwe Zijderoute kan geografisch worden onderverdeeld in zes corridors, alsmede de Maritieme Zijderoute:
- De Nieuwe Euraziatische Landbrug, met een tracé van West-China naar West-Rusland via Kazachstan. Een onderdeel van deze corridor is een Euraziatisch spoorwegennet vanuit China naar Europa, met overlaadpunten in Khorgos (grens China-Kazachstan) en in Małaszewicze en Brest (grens Wit-Rusland-Polen).[15]
- De China-Mongolië-Rusland-corridor, van Noord-China naar Oost-Rusland.
- China-Centraal-Azië-West-Azië-corridor, van West-China naar Turkije.
- China-Indochina-corridor, van Zuid-China naar Singapore.
- China-Pakistan Economic Corridor, van Zuidwest-China naar Pakistan.
- De Maritieme Zijderoute, van de Chinese kust naar het Middellandse Zeegebied via Singapore.

## Internationaal forum
China organiseerde meermaals een internationaal Belt and Road Forum:
- 1e Zijderouteforum voor internationale samenwerking vond plaats op 14 en 15 mei 2017 in Beijing, China
- 3e Zijderouteforum voor internationale samenwerking vond plaats op 17 en 18 oktober 2023 in Beijing, China.[16]

## Commentaar

### China als wereldleider infrastructuurwerken
Sedert 1980 is in de geïndustrialiseerde wereld sprake van een uitgesproken onderinvestering in transportinfrastructuur. En in de meeste Aziatische en Oost-Europese landen heerste een neoliberaal kortetermijnbeleid, gericht op een exporteconomie. Dit heeft China in staat gesteld om in alle rust een superioriteit te ontwikkelen in civiele werken en moderne transporttechnologie te land, onder meer in hogesnelheidstreinen. China staat nu wereldwijd aan de top inzake investeringen in infrastructuurwerken. Deze beleidskeuze is al langer een topprioriteit voor de Chinese regering.
Voor de Zijderoute noemt China enkele spectaculaire resultaten: zo werd in Oezbekistan een spoortunnel gegraven, die de reis vanuit de provincie Andizan naar Tasjkent terugbrengt van een meerdaagse trek door bergpassen tot een treinreis van twee uur. In Kenia werd de vitale verbinding Mombassa-Nairobi van ruim tien uur in 2017 gehalveerd, dankzij de nieuwe spoorlijn.

### Corruptie
Onder meer in Maleisië doken verslagen op van corruptie bij de financiering van projecten, waarbij toenmalig premier Najib Razak en het overheidsbedrijf 1Malaysia Development Berhad (“1MDB”) waren betrokken. Te hoog geprijsde aanbestedingen zouden aan Chinese partners zijn toegekend, waarop China bij het staatsbedrijf de tekorten opvulde, die waren ontstaan als gevolg van corruptie. 
De Nieuwe Zijderoute wordt verder bekritiseerd doordat veel van de geplande projecten niet goed te controleren zijn. Er zijn grote zorgen vanuit de internationale gemeenschap over de woongebieden van minderheden die dreigen te worden aangetast door de aanleg van de Nieuwe Zijderoute. In veel deelnemende landen zijn naar aanleiding hiervan protesten uitgebroken.

### Leningen
China ondervindt veel kritiek op de leningen die het land verstrekt. Veel landen die deze leningen aanvragen hebben regeringen die de leningen en hun bijkomende rentes niet kunnen terugbetalen wat tot spanningen en politieke instabiliteit leidt. Deze landen krijgen toch de benodigde leningen en China stuit op kritiek over hoe ze problemen met het terugbetalen van leningen oplossen. Zo investeerde de regering van Sri Lanka in de periode 2009-2015, met Chinese financiële hulp, in de aanleg van onder meer de Hambantota-haven, die niet rendabel bleek. Uit geldnood zag de regering zich in 2017 gedwongen de haven voor 99 jaar in huur te geven aan China. Critici spreken in dat verband van een “leningenvalkuil” (“debt trap”), wat door China wordt ontkend, en gewagen zelfs van een “nieuw kolonialisme”. China heeft naar aanleiding hiervan zijn beleid aangepast en is soepeler geworden in de terugbetalingen van leningen.

## Milieu en klimaat
De Nieuwe Zijderoute heeft wereldwijd geleid tot veel zorgen om het milieu. Behalve in de aanleg van nieuwe routes wordt er namelijk ook flink geïnvesteerd in het opwekken van energie. Ruim 30% van de projecten van de Nieuwe Zijderoutes betreffen de bouw van kolencentrales en waterkrachtcentrales. Het opwekken van energie via kolencentrales leidt tot de uitstoot van veel broeikasgas en waterkrachtcentrales hebben invloed op de natuur, aangezien een dam de stroom van een rivier beïnvloedt.
Milieueconomen wijzen er verder op dat de doelstellingen van het Akkoord van Parijs niet kunnen worden gehaald wanneer de meer dan 70 partnerlanden van China een groeimodel gaan volgen gebaseerd op fossiele brandstoffen. China bouwt weliswaar in eigen land zijn steenkoolcentrales af maar de Chinese mijnbouwbedrijven investeerden nog in 2018 massaal in 25 partnerlanden. Een bijkomend probleem is dat veel landen, die veel minder ontwikkeld zijn dan China, hun uitstoot enorm zullen zien toenemen om de doelen omtrent de Nieuwe Zijderoute te behalen. Deze landen hebben niet de middelen om deze projecten op een duurzame manier te realiseren.
Voor deze milieuproblemen zijn er enkele oplossingen. Een hiervan is het DBAR oftewel het Digital Belt and Road-programma. Dit programma monitort de natuur en stelt de verzamelde informatie beschikbaar die gebruikt kan worden bij het vormgeven van beleid dat zit op bijvoorbeeld het beheren van de watervoorzieningen, het duurzaam verbouwen van het land en de bescherming van de natuur. Een andere oplossing ligt in de financiering van het project. Banken die leningen geven voor de aanleg van de Nieuwe Zijderoute zullen samen met overheden ervoor moeten gaan zorgen dat projecten duurzaam zijn door te investeren in ondernemingen die duurzaam werken en een duurzaam beleid ontwikkelen.

## Europese steunpunten
Het spoorvervoer tussen Europa en China is sneller dan de zeeroute, en goedkoper dan het vliegtuig. Ook qua CO2-uitstoot is spoorvervoer gunstiger.

### Nederland
Nederland is dankzij Rotterdam een lucratieve stop op de Nieuwe Zijderoute. Rotterdam is de grootste haven in Europa en vormt samen met Antwerpen de toegangspoort tot het continent. China toonde in 2016 voor het eerst interesse in het betrekken van Rotterdam bij de Nieuwe Zijderoute toen de Chinese scheepsgigant COSCO 35% van Euromax Terminal opkocht. De Euromax Terminal biedt aanlegplekken voor de grootste containerschepen ter wereld. COSCO heeft bij deze aankoop laten weten dat het Rotterdam ziet als een haven die een belangrijke rol kan gaan spelen bij de uitbouw van de Nieuwe Zijderoute.
Ook op het spoor is er verder gewerkt aan het vestigen van Nederland langs de Nieuwe Zijderoute. In 2016 is er een directe spoorverbinding tussen Tilburg en China tot stand gekomen. Deze is later doorgetrokken tot Rotterdam. De uitbreidingen van de Nieuwe Zijderoute in Nederland lijken pas het begin te zijn volgens een rapport geschreven door Panteia in opdracht van de Nederlandse minister van infrastructuur.
Behalve de strategische ligging van Nederland heeft het land een hoogontwikkelde industrie en economie en biedt het een aantrekkelijk klimaat voor Chinese bedrijven. In vijf jaar tijd is het aantal Chinese bedrijven sterk toegenomen: sinds eind 2017 zijn er ruim 470 bedrijven gevestigd in Nederland, terwijl dit er in 2012 nog maar 245 waren. De bijdrage van de Chinese aan de Nederlandse economie is ook fors gestegen. Deze is inmiddels de 1 miljard gepasseerd en is bijna een vijfvoud van wat het in 2012 was. Er wordt voornamelijk geïnvesteerd in sectoren zoals de landbouw, ICT of Hightech.
De Nederlandse overheid blijkt een relatief neutraal beleid te tonen richting de Nieuwe Zijderoute. Chinese investeringen worden verwelkomd en daar worden relatief vrij weinig beperkingen aan verbonden. Nederland is ook lid geworden van de AIIB.

### Balkan
De Chinese staatsrederij COSCO nam in 2016 een grote participatie in de haven van Piraeus, die vervolgens fors werd uitgebreid. Vanuit de haven worden Chinese goederen naar de Europese Unie vervoerd. Met Chinese hulp werd de (goederen)spoorverbinding gemoderniseerd die via Belgrado naar Boedapest leidt.

### België
Sedert 2018 werd ook een Zijderoute-goederentrein ingelegd, vanuit Nederland (Kijfhoek) naar de haven van Antwerpen en verder naar Volvo Car Gent.